# Campeonato Europeu de Atletismo em Pista Coberta de 2019 - 800 m feminino
A prova dos 800 metros feminino do Campeonato Europeu de Atletismo em Pista Coberta de 2019 foi disputada entre os dias  1 e 3 de março de 2019 na Emirates Arena, em Glasgow, no Reino Unido. 

## Recordes
Antes desta competição, os recordes mundiais e do campeonato nesta prova eram os seguintes:
|                       | Nome           | Nacionalidade | Tempo     | Local | Data               |
| --------------------- | -------------- | ------------- | --------- | ----- | ------------------ |
| Recorde mundial       | Jolanda Čeplak | Eslovênia     | 1m 55s 82 | Viena | 3 de março de 2002 |
| Recorde do campeonato | Jolanda Čeplak | Eslovênia     | 1m 55s 82 | Viena | 3 de março de 2002 |
| Recorde europeu       | Jolanda Čeplak | Eslovênia     | 1m 55s 82 | Viena | 3 de março de 2002 |

## Medalhistas
| Ouro                        | Prata                | Bronze              |
| Shelayna Oskan-Clarke (GBR) | Renelle Lamote (FRA) | Olha Lyakhova (UKR) |

## Cronograma
Todos os horários são locais (UTC +0).
| Data       | Hora  | Evento    |
| ---------- | ----- | --------- |
| 1 de março | 11:10 | Bateria   |
| 2 de março | 18:06 | Semifinal |
| 3 de março | 19:18 | Final     |

## Resultados

### Bateria
Qualificação: 2 atletas de cada bateria (Q) mais os 4 melhores qualificados (q). 

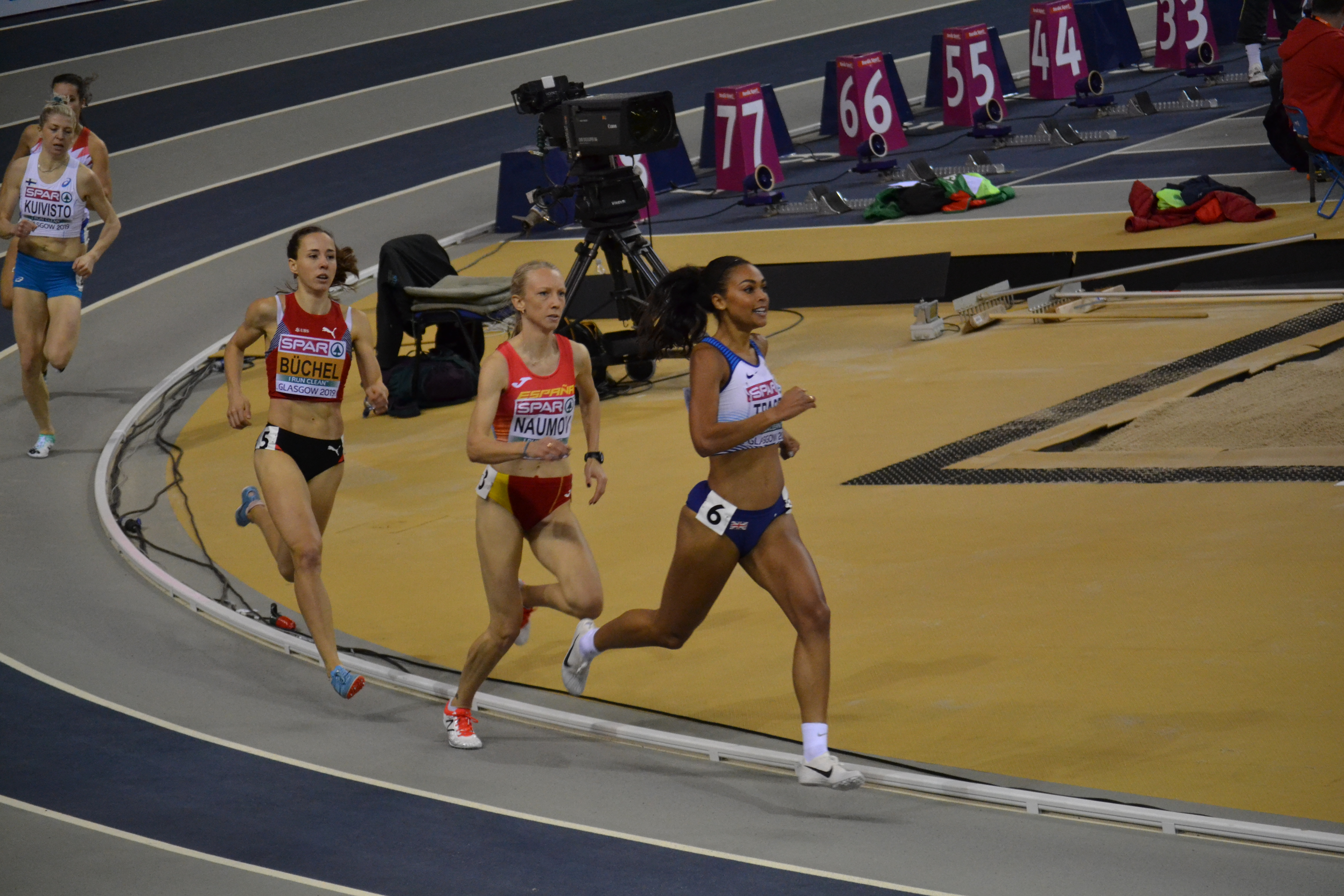
Bateria 1

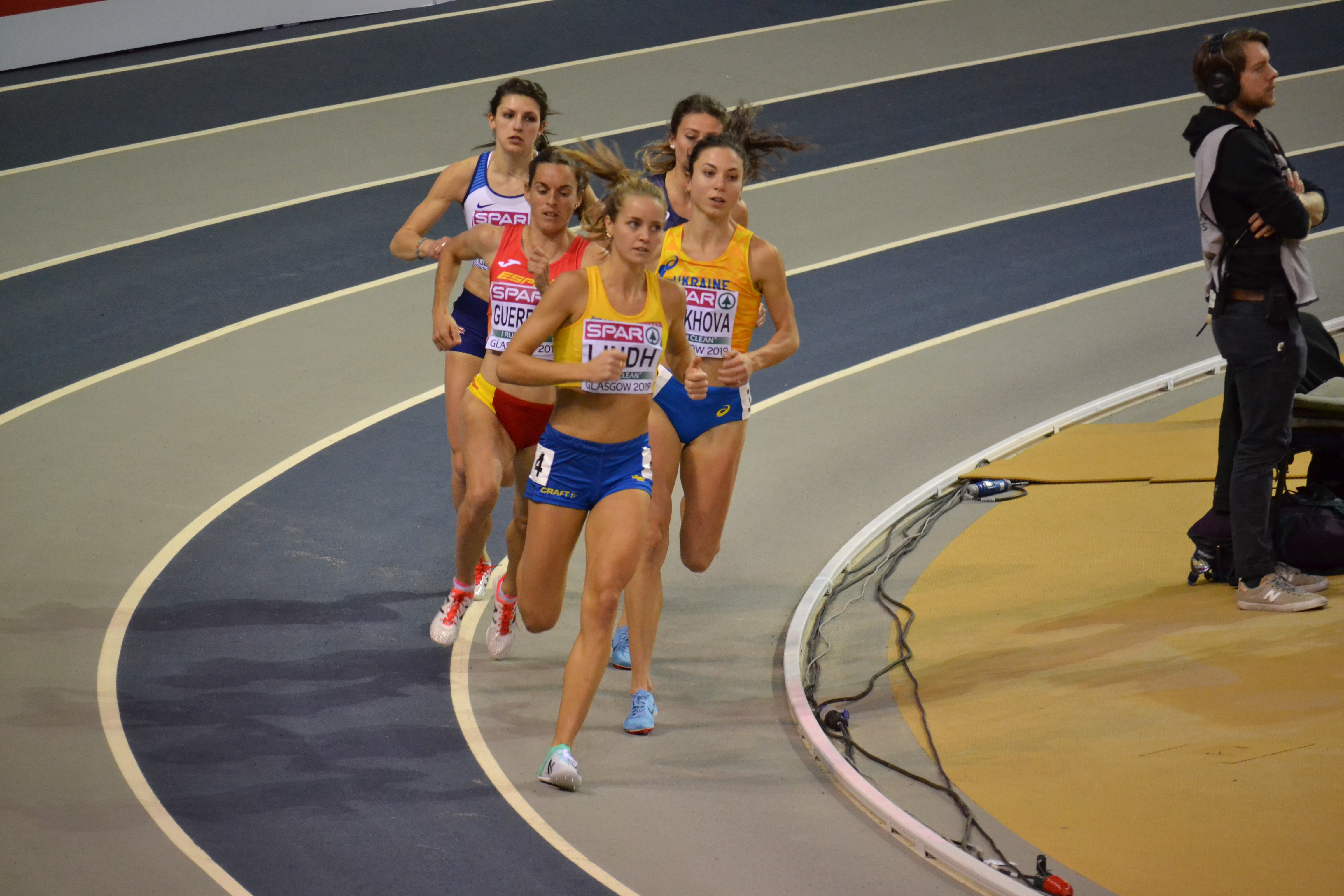
Bateria 2

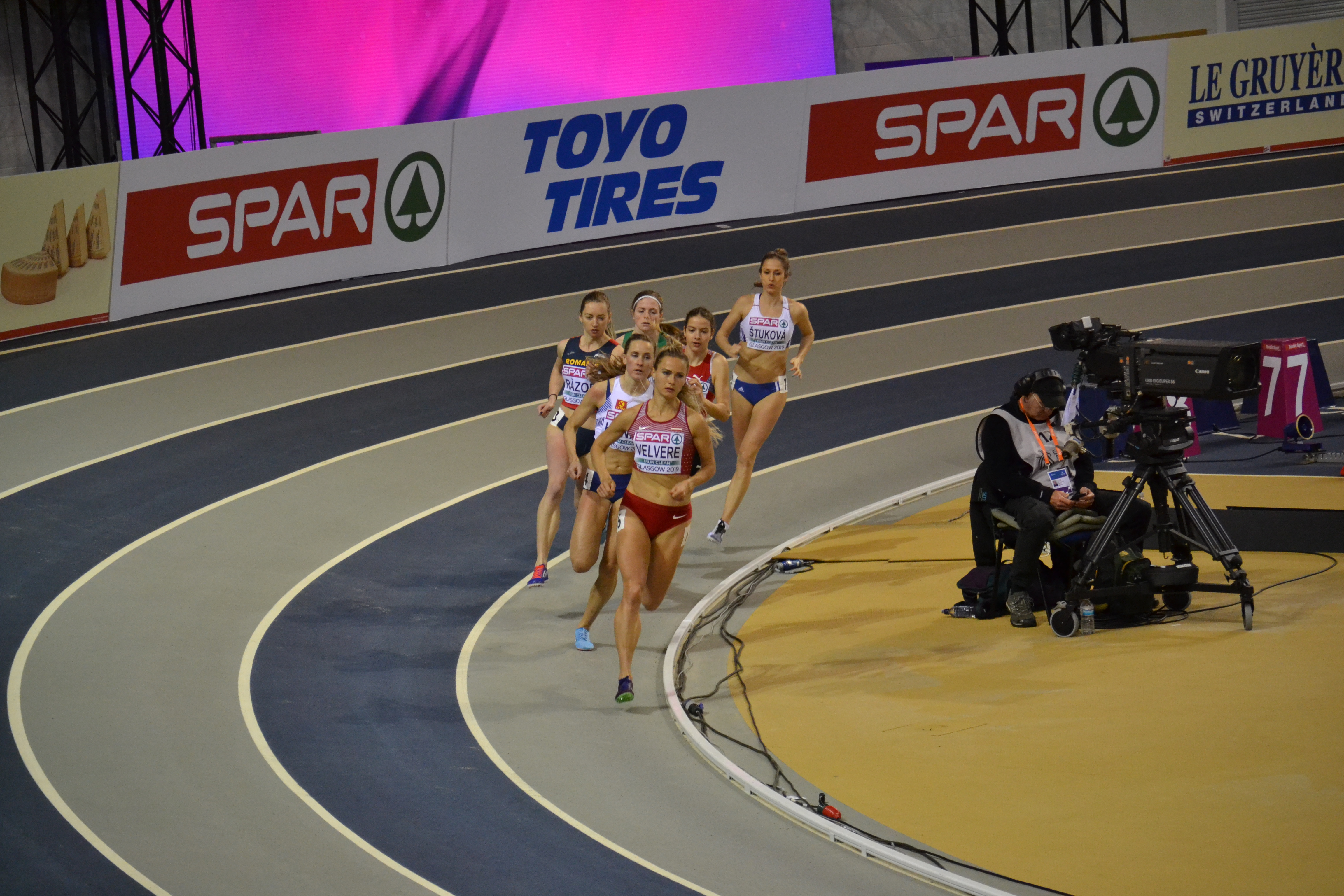
Bateria 3

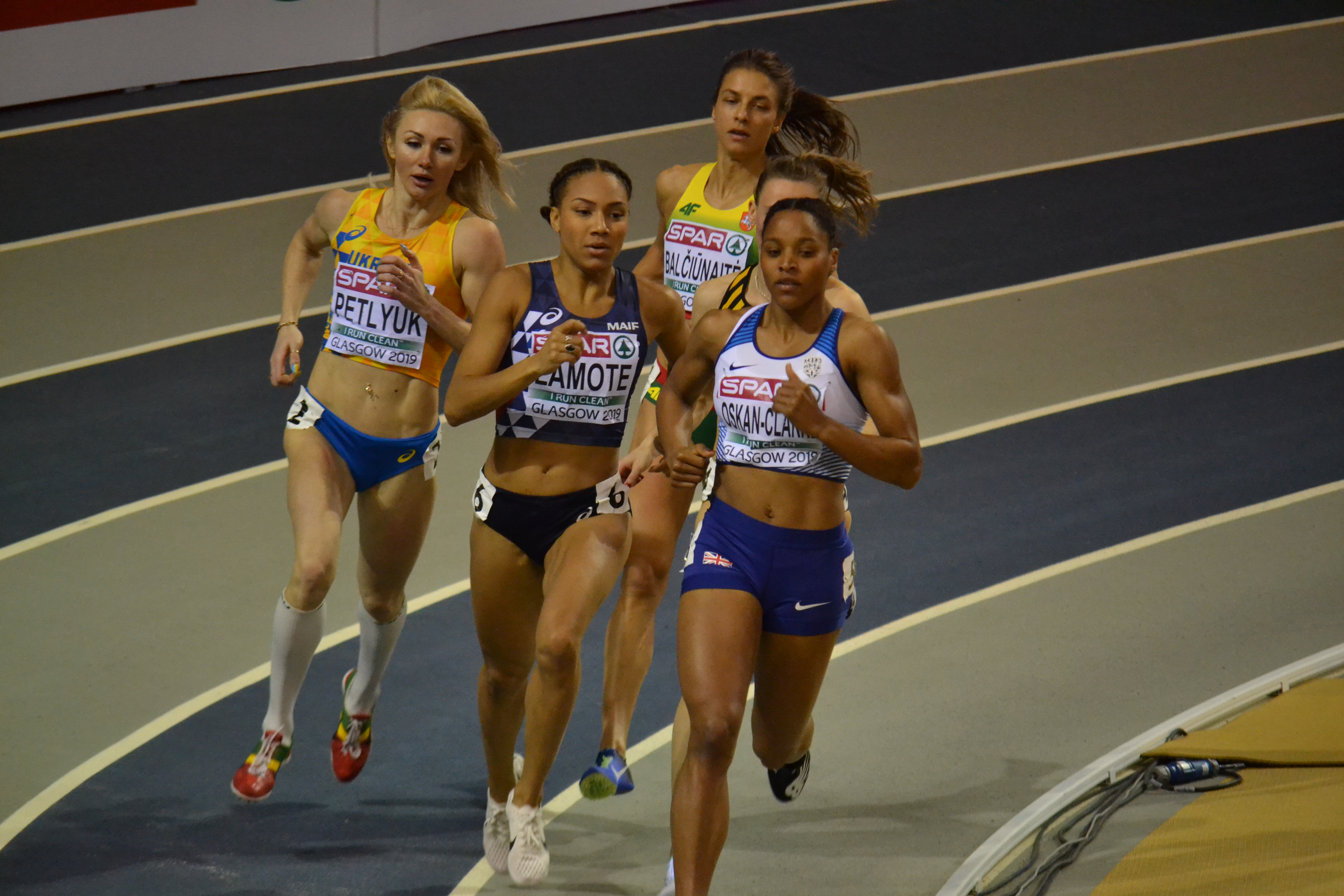
Bateria 4

| Posição | Bateria | Atleta                  | Nacionalidade | Tempo   | Notas |
| ------- | ------- | ----------------------- | ------------- | ------- | ----- |
| 1       | 1       | Selina Büchel           | Suíça         | 2:02.02 | Q     |
| 2       | 1       | Adelle Tracey           | Grã-Bretanha  | 2:02.51 | Q     |
| 3       | 2       | Esther Guerrero         | Espanha       | 2:02.95 | Q     |
| 4       | 4       | Renée Eykens            | Bélgica       | 2:03.07 | Q     |
| 5       | 1       | Zoya Naumov             | Espanha       | 2:03.16 | q     |
| 6       | 2       | Lovisa Lindh            | Suécia        | 2:03.38 | Q     |
| 7       | 4       | Shelayna Oskan-Clarke   | Grã-Bretanha  | 2:03.50 | Q     |
| 8       | 4       | Renelle Lamote          | França        | 2:03.54 | q     |
| 9       | 2       | Mari Smith              | Grã-Bretanha  | 2:03.77 | q     |
| 10      | 2       | Olha Lyakhova           | Ucrânia       | 2:04.22 | q     |
| 11      | 1       | Sara Kuivisto           | Finlândia     | 2:04.24 |       |
| 12      | 1       | Charline Mathias        | Luxemburgo    | 2:04.73 |       |
| 13      | 4       | Eglė Balčiūnaitė        | Lituânia      | 2:05.06 |       |
| 14      | 3       | Līga Velvere            | Letônia       | 2:05.37 | Q     |
| 15      | 3       | Bianca Răzor            | Roménia       | 2:05.55 | Q     |
| 16      | 3       | Hedda Hynne             | Noruega       | 2:05.73 |       |
| 17      | 4       | Tetyana Petlyuk         | Ucrânia       | 2:05.84 |       |
| 18      | 3       | Síofra Cléirigh Büttner | Irlanda       | 2:06.00 |       |
| 19      | 3       | Delia Sclabas           | Suíça         | 2:06.07 |       |
| 20      | 3       | Alexandra Štuková       | Eslováquia    | 2:06.58 |       |
| 21      | 2       | Charlotte Pizzo         | França        | 2:06.93 |       |

### Semifinal
Qualificação: 3 atletas de cada bateria (Q). 

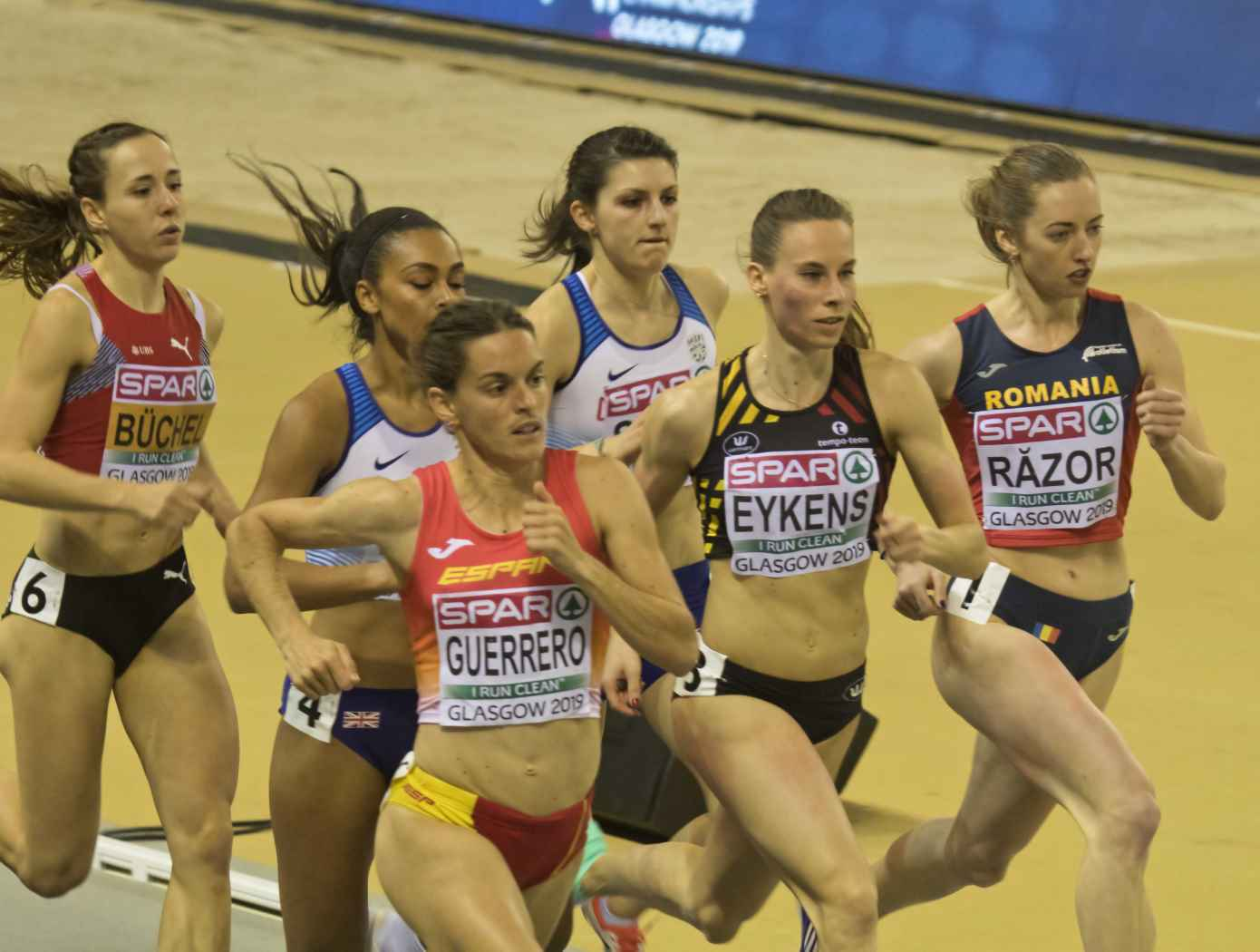
Semifinal 1

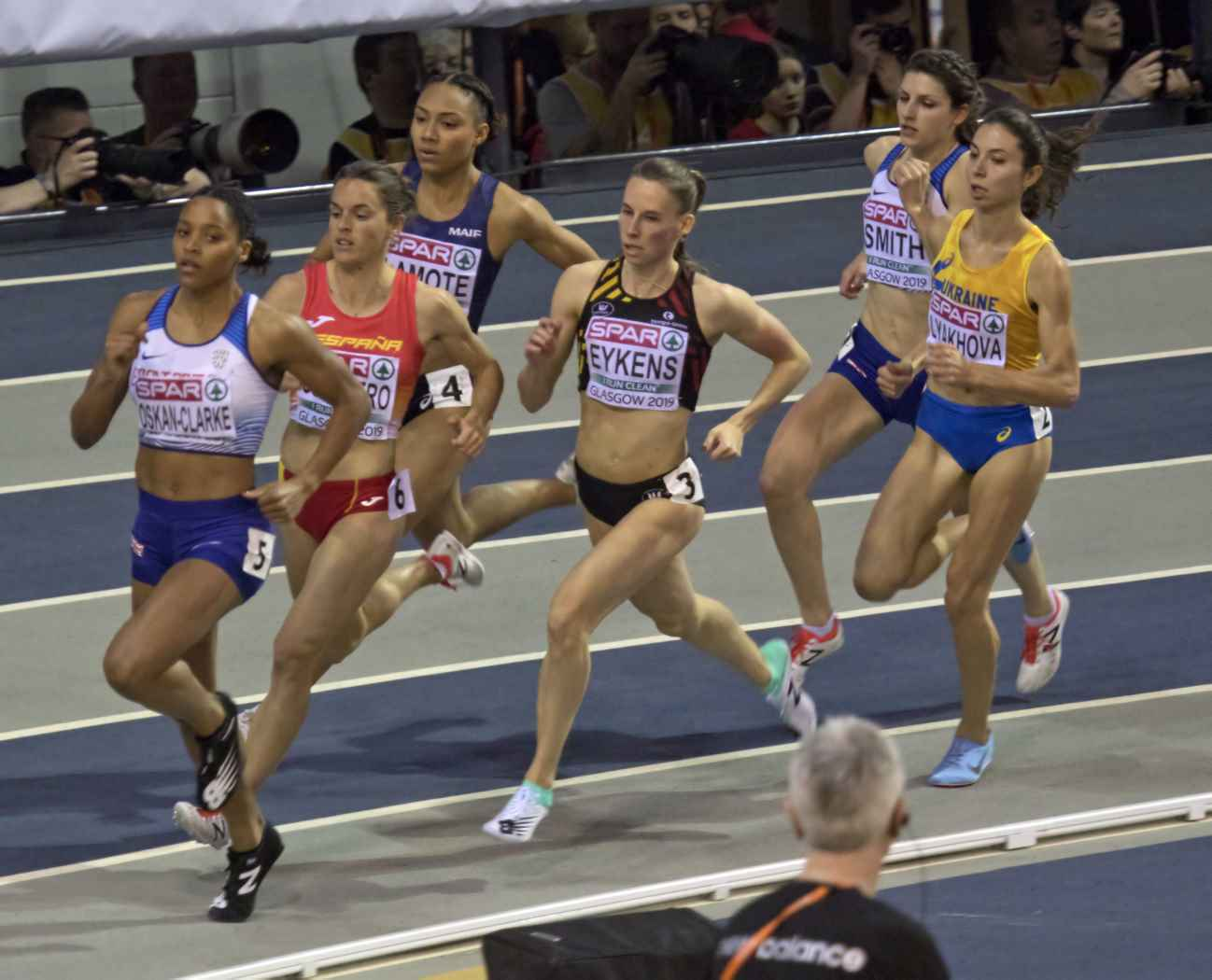
A vencedora Shelayna Oskan-Clarke liderou a maior parte da corrida

| Posição | Bateria | Atleta                | Nacionalidade | Tempo   | Notas           |
| ------- | ------- | --------------------- | ------------- | ------- | --------------- |
| 1       | 1       | Esther Guerrero       | Espanha       | 2:02.43 | Q               |
| 2       | 1       | Renée Eykens          | Bélgica       | 2:02.85 | Q               |
| 3       | 1       | Mari Smith            | Grã-Bretanha  | 2:02.93 | Q               |
| 4       | 2       | Renelle Lamote        | França        | 2:02.94 | Q               |
| 5       | 1       | Selina Büchel         | Suíça         | 2:02.98 |                 |
| 6       | 2       | Shelayna Oskan-Clarke | Grã-Bretanha  | 2:03.11 | Q               |
| 7       | 1       | Adelle Tracey         | Grã-Bretanha  | 2:03.26 |                 |
| 8       | 2       | Olha Lyakhova         | Ucrânia       | 2:03.60 | Q               |
| 9       | 1       | Bianca Răzor          | Roménia       | 2:03.65 | Recorde pessoal |
| 10      | 2       | Līga Velvere          | Letônia       | 2:04.06 |                 |
| 11      | 2       | Zoya Naumov           | Espanha       | 2:04.50 |                 |
| 12      | 2       | Lovisa Lindh          | Suécia        | 2:04.54 |                 |

### Final
A final aconteceu às 19:18 no dia 3 de março de 2019. 
| Posição           | Atleta                | Nacionalidade | Tempo   | Notas |
| ----------------- | --------------------- | ------------- | ------- | ----- |
| Medalha de ouro   | Shelayna Oskan-Clarke | Grã-Bretanha  | 2:02.58 |       |
| Medalha de prata  | Renelle Lamote        | França        | 2:03.00 |       |
| Medalha de bronze | Olha Lyakhova         | Ucrânia       | 2:03.24 |       |
| 4                 | Renée Eykens          | Bélgica       | 2:03.32 |       |
| 5                 | Mari Smith            | Grã-Bretanha  | 2:03.45 |       |
| 6                 | Esther Guerrero       | Espanha       | 2:04.07 |       |

Legenda
| Recorde mundial       | Recorde mundial (World record)               |                       | Recorde africano                      | Recorde africano (African) |                                           | Q | Classificado por posição (Qualified) |
| Recorde do campeonato | Recorde do campeonato (Championship record)  | Recorde da América    | Recorde da América (Americas)         | q                          | Classificado por melhor tempo (Qualified) |   |                                      |
| Melhor marca do ano   | Melhor marca do ano (World leading)          | Recorde asiático      | Recorde asiático (Asian)              | DNS                        | Não largou (Did not start)                |   |                                      |
| Recorde nacional      | Recorde nacional (National record)           | Recorde europeu       | Recorde europeu (European)            | DNF                        | Não terminou (Did not finish)             |   |                                      |
| Recorde pessoal       | Recorde pessoal do atleta (Personal best)    | Recorde da Oceania    | Recorde da Oceania (Oceania)          | DSQ / DQ                   | Desclassificado (Disqualified)            |   |                                      |
| Recorde da temporada  | Recorde da temporada do atleta (Season best) | Recorde sul-americano | Recorde sul-americano (South America) | NM                         | Sem marca (No mark)                       |   |                                      |